# كأس فلسطين لكرة القدم 2017–18
كأس فلسطين لكرة القدم 2017–18 هي النسخة الرابعة من البطولة الموحدة ،وتوج بها هلال القدس على نادي شباب خانيونس.

## النهائي

### الذهاب
| شباب خانيونس                                          | 3–2     | هلال القدس                     |
| ----------------------------------------------------- | ------- | ------------------------------ |
| أمجد أبو شقير 46' · حازم شكشك 53' · محمد أبو موسى 89' | (تقرير) | محمد عبيد 45' · عدي الدباغ 89' |

### الإياب
| هلال القدس                                                         | 5–1     | شباب خانيونس      |
| ------------------------------------------------------------------ | ------- | ----------------- |
| عدي الدباغ 1'، 12' · محمد أمين 45' · تامر صيام 59' (ر.جزاء)، 90+1' | (تقرير) | أمجد أبو شقير 55' |